# Hohenlubast

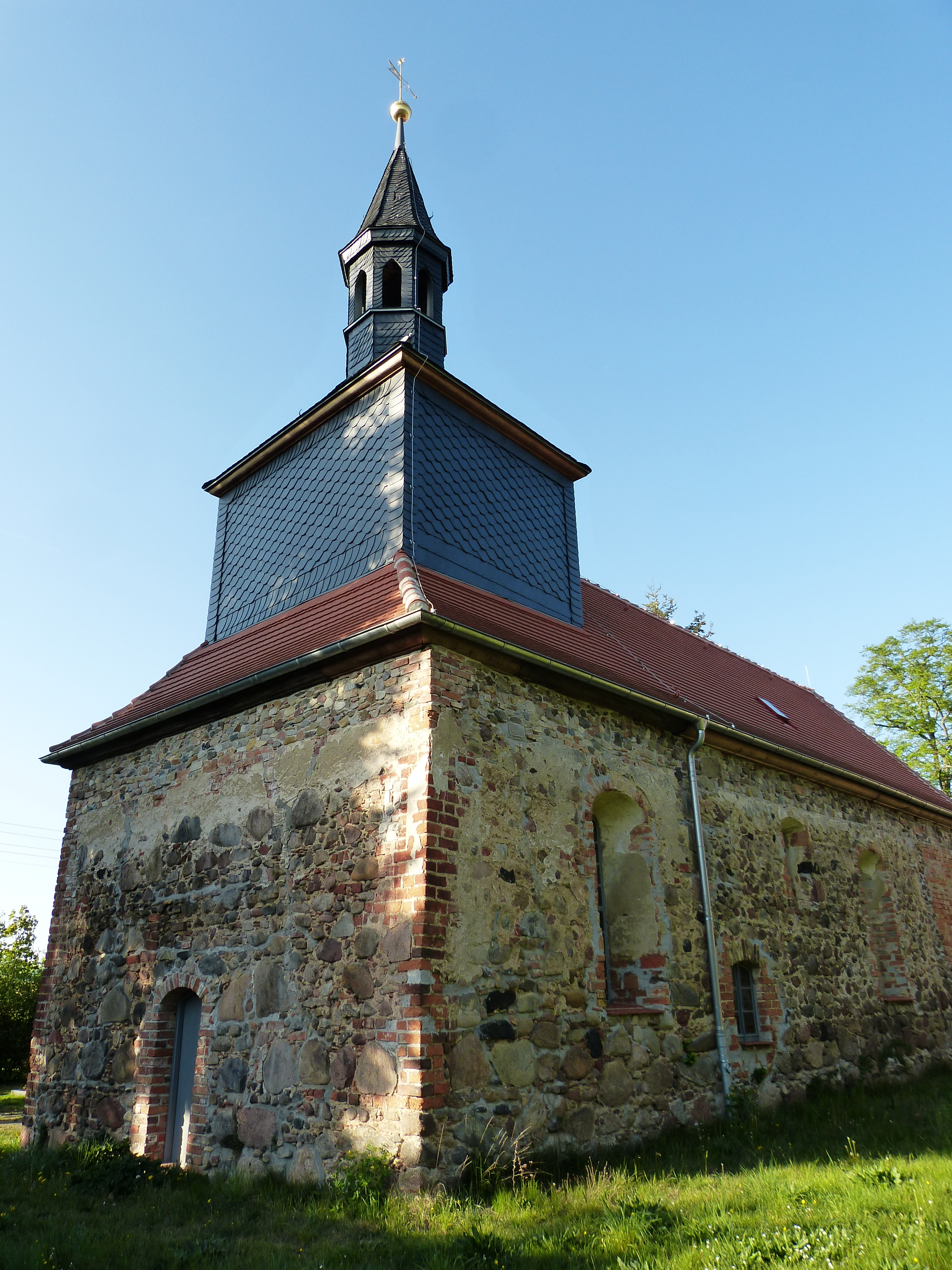
Dorfkirche Hohenlubast

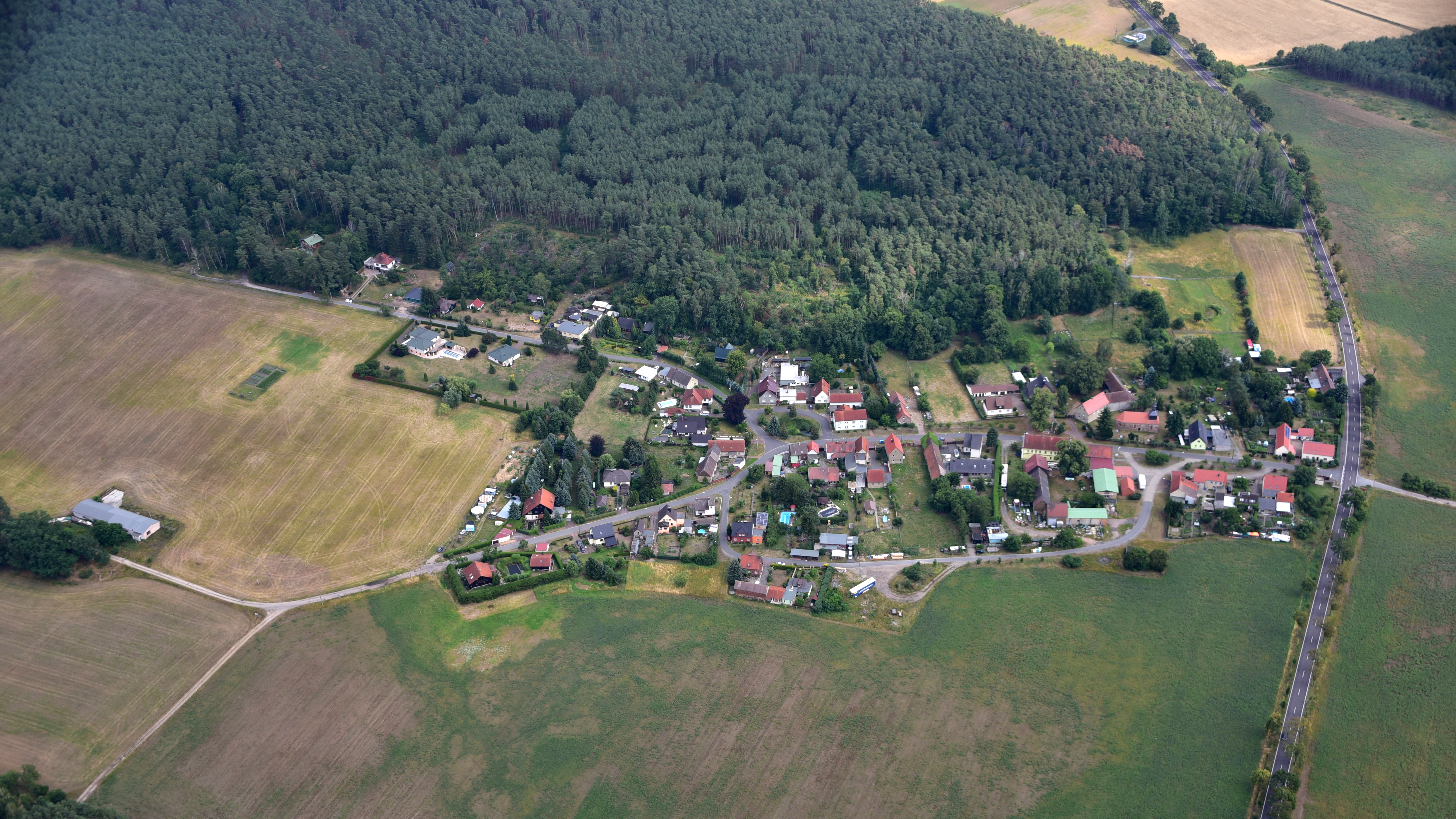
Luftaufnahme

Hohenlubast ist seit dem 1. Januar 2011 ein Ortsteil der Stadt Gräfenhainichen im Landkreis Wittenberg im Osten von Sachsen-Anhalt. Vom 1. Juli 1950 bis 31. Dezember 2010 war Hohenlubast ein Ortsteil der Gemeinde Schköna, davor war der Ort eine eigenständige Gemeinde.

## Lage
Hohenlubast liegt inmitten Dübener Heide, sieben Kilometer südöstlich des Stadtzentrums von Gräfenhainichen, 17 Kilometer nordöstlich von Bitterfeld-Wolfen und 20 Kilometer südsüdwestlich der Lutherstadt Wittenberg. Umliegende Ortschaften sind Radis im Norden, Schköna im Südosten, Krina im Süden, Schmerz im Südwesten, Gröbern im Westen und Mescheide im Nordwesten.
Hohenlubast liegt an der Bundesstraße 107. Westlich des Ortes liegt der Jösigk.

## Geschichte
Bis 1815 gehörte Hohenlubast zum Amt Bitterfeld und somit bis 1806 zum Kurkreis des Kurfürstentums Sachsen und danach zum Wittenberger Kreis im Königreich Sachsen. Nach der auf dem Wiener Kongress beschlossenen Teilung des Königreiches Sachsen kam Hohenlubast zum Königreich Preußen, wo die Gemeinde 1816 dem Kreis Bitterfeld im Regierungsbezirk Merseburg der Provinz Sachsen zugeordnet wurde. Zu diesem gehörte Hohenlubast bis 1944.
Nach der Auflösung der Provinz Sachsen gehörte Hohenlubast ab dem 1. Juli 1944 zur Provinz Halle-Merseburg. Nach dem Zweiten Weltkrieg wurde der Ort Teil der Sowjetischen Besatzungszone und gehörte dort zum Landkreis Bitterfeld. Seit der Staatsgründung am 7. Oktober 1949 lag Hohenlubast in der DDR. Am 1. Juli 1950 wurde der Ort nach Schköna eingemeindet.
Bei der DDR-Kreisreform am 25. Juli 1952 wurde die Gemeinde Schköna mit dem Ortsteil Hohenlubast dem neu gebildeten Kreis Gräfenhainichen im Bezirk Halle zugeordnet. Nach der Wiedervereinigung lag Hohenlubast zunächst noch im Landkreis Gräfenhainichen in Sachsen-Anhalt, der 1994 im Landkreis Wittenberg aufging. Die Gemeinde Schköna schloss sich später der Verwaltungsgemeinschaft Tor zur Dübener Heide an. Am 1. Januar 2011 wurde die Gemeinde Schköna aufgelöst und nach Gräfenhainichen eingemeindet, seitdem sind Schköna und Hohenlubast eigenständige Ortsteile von Gräfenhainichen.

## Sehenswürdigkeiten
- Die Dorfkirche Hohenlubast wurde im 13. Jahrhundert gebaut. In der Kirche befindet sich eine Kegelladenorgel aus dem 19. Jahrhundert. Seit dem letzten Gottesdienst in dem Gebäude in den 1970er-Jahren wurde die Kirche vernachlässigt und befindet sich daher in einem schlechten baulichen Zustand. Seit 2013 wurde das Gebäude saniert.[2][3]